# Sang til Næsset
Sang til Næsset is een lied geschreven door de Noorse componist Johan Halvorsen. Het is een toonzetting van een tekst van Olaf Benneche. Het lied gaat over Kristiansand (Christianssand). Het is geschreven voor Gina en David Vogt. Het is onbekend of het ooit is uitgevoerd. Het bevindt zich in de uitgebreide map aan manuscripten van Halvorsen, die na zijn dood is overhandigd aan de Staatsbibliotheek van Noorwegen.